# Васиф, Ибрагим
Ибрагим Васиф (араб. وصيف ابراهيم‎, 4 ноября 1908, Порт-Саид — 17 мая 1975) — египетский тяжелоатлет. Бронзовый призёр летних Олимпийских игр 1936 года.

## Биография
Ибрагим Васиф родился 4 ноября 1908 года (по другим данным, в 1912 году) в египетском городе Порт-Саид.
В 1936 году вошёл в состав сборной Египта на летних Олимпийских играх в Берлине. Выступал в весовой категории до 82,5 кг и завоевал серебряную медаль, подняв в троеборье 360 кг (110 кг в рывке, 150 кг в толчке, 100 кг в жиме) и уступив 7,5 кг победителю Луи Остену из Франции. По ходу выступления вместе с Ойгеном Дойчем из Германии, выигравшим серебряную награду, установил олимпийский рекорд в толчке (150 кг), действовавший до 1948 года.
30 июля 1938 года на соревнованиях в Александрии установил мировой рекорд в весовой категории до 82,5 кг, подняв в толчке 160 кг.
Умер 17 мая 1975 года.